# Ram Singh II
Pour les articles homonymes, voir RAM.
Ram Singh II (27 septembre 1835-17 septembre 1880), fut Maharaja de Jaipur de 1835 à sa mort en 1880. Il fut surnommé durant son règne « Ram le grand » et fut roi de Jaipur dès la naissance. Sous la régence de sa mère de 1835 à 1850, il put enfin régner seul et il fit tout pour la grandeur de son royaume. Il fut le premier Maharaja de Jaipur à s'être rendu à Londres pour y rencontrer la reine Victoria.

## Biographie
Ram Singh II est né le 27 septembre 1835, il est le fils du roi Jai Singh III et de son épouse. Il est roi de Jaipur à sa naissance car son père était décédé quelques mois plus tôt, le 6 février 1835. Il est le seul monarque de Jaipur à être devenu roi à sa naissance. Sa mère devint alors régente de Jaipur et elle le restera jusqu'à la majorité de son fils.
En 1849, Ram Singh II est âgé de 14 ans et est toujours sous la régence de sa mère. Mais il souhaite très vite régner seul et ne veut plus attendre. Il demande à sa mère de mettre fin à la régence mais celle-ci refuse, Ram Singh II ne compte pas en rester là.[réf. nécessaire] En 1850, grâce à l'aide de quelques soldats, il renverse sa mère et met définitivement fin à la régence. Il règne alors sur son royaume. Sa mère ne fera jamais la paix avec son fils et partira en exil. Elle mourra en 1857 sans que son fils ne le sache[réf. nécessaire].
Dès le début de son règne personnel, Ram Singh II fait de gros travaux au palais royal. C'est aussi un grand guerrier qui aime la guerre. Au sud de l'Inde, des révoltés organisent des massacres. Avec plusieurs armées, Ram Singh II les chasse, décapite leur chef et rétablit la paix dans toute l'Inde. Il devient « Ram le pacifique ».[réf. nécessaire] Il choisit aussi comme Premier ministre son propre cousin. Il aurait dit : « Le pouvoir se partage en famille. »[réf. nécessaire]
Ram Singh II devient « Ram le grand » à partir de 1863 après avoir fait la paix avec tous les ennemis de son royaume. Bien que Jaipur est allié de l'Angleterre, les rois britanniques n'ont jamais rencontré les rois de Jaipur. Ram décide d'être le premier souverain de Jaipur à quitter son pays pour l'Angleterre. Il arrive en 1866 et rencontre la reine Victoria, avec laquelle il signe un traité de paix. Lorsqu'il revient à Jaipur, il doit faire face à la mort de son épouse.
À partir de 1879, Ram souffre d'un cancer pour la deuxième fois. La première fois fut en 1854, quand il avait eu un cancer dont il avait guéri très vite, mais cette fois il ne parvient pas à s'en remettre. Il n'arrive plus à monter à cheval, il ne peut plus rester debout. Il refuse d'abdiquer contre les conseils de ses ministres, comptant garder le pouvoir jusqu'à la fin.[réf. nécessaire] Ram s'éteint en 1880 à l'âge de 45 ans. Son corps est enterré à la nécropole royale de Jaipur. Son fils Madho Singh II lui succède comme roi de Jaipur.